# NGC 789
NGC 789 је спирална галаксија у сазвежђу Троугао која се налази на NGC листи објеката дубоког неба.
Деклинација објекта је + 32° 4' 20" а ректасцензија 2h 2m 26,0s. Привидна величина (магнитуда) објекта NGC 789 износи 13,6 а фотографска магнитуда 14,2. NGC 789 је још познат и под ознакама UGC 1520, MCG 5-5-47, CGCG 503-77, IRAS 01595+3149, ARAK 72, KUG 0159+318, PGC 7760.